# Giro de Italia 1957
La 40.ª edición del Giro de Italia se disputó entre el 18 de mayo y el 9 de junio de 1957, con un recorrido de 21 etapas y 3926 km, que el vencedor completó a una velocidad media de 37,488 km/h. La carrera comenzó y terminó en Milán.
Tomaron la salida 119 participantes, de los cuales 79 terminaron la carrera.
Esta edición del Giro de Italia dio lugar al enfrentamiento entre dos rivales acérrimos como Louison Bobet, tres veces ganador del Tour de Francia, y Charly Gaul, ganador del Giro de Italia 1956. La etapa decisiva de la carrera fue la 18.ª. Al inicio de la etapa, Gaul era líder de la carrera, con algo más de un minuto de ventaja sobre el francés Bobet. Alrededor del kilómetro 100, el luxemburgués se detuvo para atender sus necesidades fisiológicas, hecho que aprovechó Bobet para dar la orden a su equipo de que aumentara el ritmo. Este incidente le valió a Gaul para recibir el apodo de Monsieur Pipi. Los resultados no se hicieron esperar, y pronto Gaul se encontró a distancia del grupo de Bobet. Al pie del Monte Bondone, Gaul se encontraba a más de cuatro minutos de distancia, distancia que se incrementaría en más del doble al final de la ascensión. La maglia rosa pasó a manos de Nencini, que solo contaba con diecinueve segundos de ventaja sobre Bobet, el cual intentaría el asalto al líder al día siguiente, en la que era la última etapa de montaña.
Al día siguiente, durante la ascensión al Passo di Rolle, segunda de las tres ascensiones montañosas del día, Nencini sufrió un pinchazo, que aprovechó Bobet para poner tierra de por medio. Con la colaboración de Géminiani, Nencini logró recuperar el tiempo perdido, pero una vez más, volvió a sufrir un pinchazo. A base de coraje, Nencini volvió a cazar a Bobet, pero por desgracia el ciclista italiano volvió a sufrir otro pinchazo (el tercero en diez kilómetros), que le dejó definitivamente descolgado del francés, que paladeaba ya la victoria en el Giro. Sin embargo, Gaul también sufriría un pinchazo en San Martino di Castrozza, antes de la última cima: el Passo Brocon. Gaul se alió con Nencini, al cual llevó hasta la rueda de Bobet, haciéndole ganar el Giro y cobrándose así la venganza contra el ciclista francés.
También cabe destacar el duelo de velocistas vivido entre el español Miguel Poblet y el belga Rik Van Steenbergen. Poblet se adjudicó 4 etapas y fue 2º en otras tantas ocasiones, mientras que Van Steenbergen se adjudicó 5 triunfos de etapa y fue 2º en dos ocasiones. Asimismo, es destacable el sexto puesto en la general de Poblet, el mejor resultado de un español en la clasificación general del Giro hasta entonces.

## Equipos participantes
| Equipo            | Jefe de filas      |
| Faema             | Charly Gaul        |
| Cora              | Hilaire Couvreur   |
| Velo Club Bustese | Pierre Barbotin    |
| Girardengo-Erg    | Dan De Groot       |
| Ignis             | Salvador Botella   |
| GS Asborno        | Giuseppe Pallarini |
| Atala             | Giancarlo Astrua   |
| Bianchi           | Dino Bruni         |

| Equipo           | Jefe de filas    |
| GS Bif-Clement   | Pierino Baffi    |
| Gripo-Bottecchia | Rino Benedetti   |
| Carpano-Coppi    | Giuseppe Cainero |
| GS Chlorodont    | Mario Baroni     |
| Legnano          | Giorgio Albani   |
| San Pellegrino   | Germano Barale   |
| Torpado          | Rino Bagnara     |

## Etapas
| Etapa | Recorrido                         | Km       | Ganador             | Líder               |
| 1.ª   | Milán-Verona                      | 191      | Rik Van Steenbergen | Rik Van Steenbergen |
| 2.ª   | Verona-Bosco Chiesanuova          | 28 (CRI) | Charly Gaul         | Louison Bobet       |
| 3.ª   | Verona-Ferrara                    | 169      | Miguel Poblet       | Louison Bobet       |
| 4.ª   | Ferrara-Cattolica                 | 190      | André Vlayen        | Louison Bobet       |
| 5.ª   | Cattolica-Loretto                 | 235      | Alessandro Fantini  | Louison Bobet       |
| 6.ª   | Loretto-Terni                     | 175      | Wout Wagtmans       | Louison Bobet       |
| 7.ª   | Terni-Pescara                     | 221      | Antonin Rolland     | Louison Bobet       |
| 8.ª   | Pescara-Nápoles                   | 250      | Vito Favero         | Nino Defilippis     |
| 9.ª   | Nápoles-Frascati                  | 220      | Miguel Poblet       | Nino Defilippis     |
| 10.ª  | Roma-Siena                        | 227      | Miguel Poblet       | Nino Defilippis     |
| 11.ª  | Siena-Montecatini Terme           | 230      | Rik Van Steenbergen | Nino Defilippis     |
| 12.ª  | Montecatini Terme-Forte dei Marmi | 58 (CRI) | Ercole Baldini      | Louison Bobet       |
| 13.ª  | Forte dei Marmi-Génova            | 163      | Bruno Monti         | Louison Bobet       |
| 14.ª  | Génova-Saint-Vincent              | 235      | Mario Baroni        | Antonin Rolland     |
| 15.ª  | Saint-Vincent-Sion                | 134      | Louison Bobet       | Louison Bobet       |
| 16.ª  | Sion-Campo dei Fiori              | 229      | Alfredo Sabbadin    | Charly Gaul         |
| 17.ªa | Varese-Como                       | 82       | Alessandro Fantini  | Charly Gaul         |
| 17.ªb | Como                              | 34       | Rik Van Steenbergen | Charly Gaul         |
| 18.ª  | Como-Trento                       | 242      | Miguel Poblet       | Gastone Nencini     |
| 19.ª  | Trento-Levico Terme               | 199      | Charly Gaul         | Gastone Nencini     |
| 20.ª  | Levico Terme-Abano Terme          | 157      | Rik Van Steenbergen | Gastone Nencini     |
| 21.ª  | Abaño-Milán                       | 257      | Rik Van Steenbergen | Gastone Nencini     |

## Clasificaciones
| \| 1. \| Gastone Nencini \| Italia \| 104h 45' 06" \| \| 2. \| Louison Bobet \| Francia \| + 19" \| \| 3. \| Ercole Baldini \| Italia \| + 5' 59" \| \| 4. \| Charly Gaul \| Luxemburgo \| + 7' 31" \| \| 5. \| Raphaël Géminiani \| Francia \| + 17' 28" \| \| 6. \| Miguel Poblet \| España \| + 19' 49" \| \| 7. \| Raymond Impanis \| Bélgica \| + 21' 06" \| \| 8. \| Pasquale Fornara \| Italia \| + 24' 16" \| \| 9. \| Wout Wagtmans \| Holanda \| + 24' 29" \| \| 10. \| Antonin Rolland \| Francia \| + 27' 29" \| |                   |            |              |
| 1. | Gastone Nencini   | Italia     | 104h 45' 06" |
| 2. | Louison Bobet     | Francia    | + 19"        |
| 3. | Ercole Baldini    | Italia     | + 5' 59"     |
| 4. | Charly Gaul       | Luxemburgo | + 7' 31"     |
| 5. | Raphaël Géminiani | Francia    | + 17' 28"    |
| 6. | Miguel Poblet     | España     | + 19' 49"    |
| 7. | Raymond Impanis   | Bélgica    | + 21' 06"    |
| 8. | Pasquale Fornara  | Italia     | + 24' 16"    |
| 9. | Wout Wagtmans     | Holanda    | + 24' 29"    |
| 10. | Antonin Rolland   | Francia    | + 27' 29"    |

| \| 1. \| Raphaël Géminiani \| Francia \| - \| \| 2. \| Charly Gaul \| Luxemburgo \| - \| \| 3. \| Louison Bobet \| Francia \| - \| |                   |            |   |
| 1. | Raphaël Géminiani | Francia    | - |
| 2. | Charly Gaul       | Luxemburgo | - |
| 3. | Louison Bobet     | Francia    | - |

| \| 1. \| Legnano \| Italia \| - \| - \| |         |        |   |   |
| 1.                                      | Legnano | Italia | - | - |